# 宜寧余氏
宜寧余氏（ウィリョンニョし、朝鮮語: 의령여씨）は、朝鮮の氏族の一つ。本貫は慶尚南道宜寧郡である。2015年の調査では、18,466人である。
始祖は、中国宋朝で諫議大夫を務めていた余善才である。余善才は皇帝に諌言したことから、皇帝の逆鱗に触れ、高麗に亡命し、高麗で宜春君に封じられたことから宜寧余氏を創始した。
『三国史記』と中国の歴史書などの記録を総合してみると、現在の宜寧余氏と扶余徐氏は百済の王族の扶余氏の後裔だとされる説がある。大宗会の説明によると、百済の敗亡後、余豊璋など高句麗に亡命した者以外の義慈王とその子孫一族は蘇定方の軍に拉致され、唐の首都・長安の百済村に移居したが、余善才の代から再び朝鮮半島に亡命した。

## 行列字
| ○世孫  | 29       | 30       | 31       | 32       | 33       | 34       | 35       | 36       | 37       | 38       | 39       | 40       | 41       | 42       |
| ------ | -------- | -------- | -------- | -------- | -------- | -------- | -------- | -------- | -------- | -------- | -------- | -------- | -------- | -------- |
| 行列字 | 엽（燁） | 규（奎） | 호（鎬） | 태（泰） | 모（模） | 찬（燦） | 기（基） | 현（鉉） | 원（源） | 동（東） | 환（煥） | 효（孝） | 종（種） | 한（漢） |

## 集姓村
- 慶尚南道河東郡河東邑花心里[6]